# Claudius Reimann

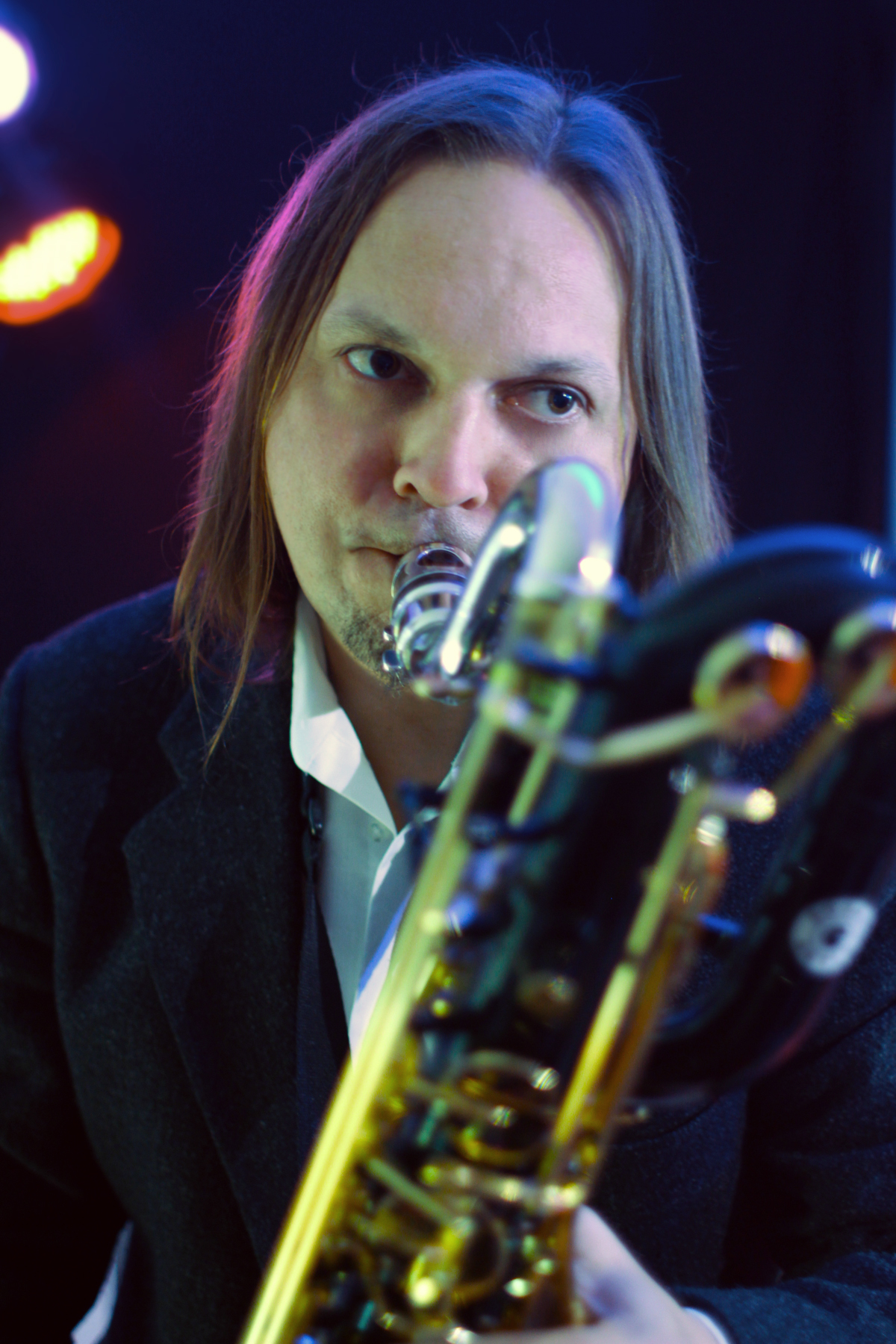
Claudius Reimann (2012)

Claudius Reimann (* 21. Mai 1969 in Marl) ist ein deutscher Saxophonist. Seine Schwerpunkte sind Improvisation, Jazz und Performance.

## Werdegang
Reimann bekam Unterricht in den Fächern Akkordeon, Klavier, Saxofon, Improvisations- und Harmonielehre. 1986 erhielt er eine Auszeichnung beim Bundeswettbewerb Treffen junger Liedermacher durch den Berliner Senat. 1990 gründete er die Künstlergruppe ASIMASOGRA. Es folgten übergreifende Kunstaktionen im Kreis Recklinghausen und eine CD-Produktion, bei der Claudius Reimann mit dem Mittel der Improvisation Texte von Norbert Kühne vertonte.
1997 entstand das Jazz-Duo 2 aus Sogra City, das zur Eröffnung der Ruhrfestspiele 2003 spielte. Das Kunstwort Sogra taucht in seinen Arbeiten immer wieder auf. 2005 gründete er das Performance-Ensemble Sograett mit der Tänzerin Wiebke Harder. Seine zunehmend präparierten und modifizierten Saxofone und Klarinetten bezeichnet Reimann selbst als Sografone.
2006 publizierte er Auszüge aus seinen Tagebüchern unter dem Titel: Ich fühle mich sogra, über das das Jazz Podium schreibt: „Brilliant lakonisch…wunderbar kurzweilig…inspirierende Häppchen-Kunst.“ 2010 Gründung der Initiative echtzeitmusik2010 anlässlich der Kulturhauptstadt Europas – Die Initiative kommt auf Platz 7 beim Unprojekte Festival. Konzerte und CD Produktion mit Klaus Treuheit. 2011 Performance mit Chrystel Guillebeaud in Wuppertal. Mit Nils Gerold und Frank Paul Schubert trat er auf dem Bremer MIB-Night Jazzfestival auf. Aufzeichnung und Sendung durch Radio Bremen.
2012 hatte Reimann sein zweites Gastspiel bei der ExtraSchicht und trat außerdem im Textilmuseum Bocholt auf Einladung des LWL-Industriemuseums in einen musikalischen Dialog zu den Skulpturen von Magdalena Abakanowicz und Laura Ford. Für zwei Aufführungen mit szenischen Lesungen von und mit Michael Molsner übernahm er die musikalische Leitung. 2013 improvisierte Claudius Reimann mit Gongs und Sografon zur Einzelausstellung von Heinz Cymontkowski in der Künstlerkolonie Worpswede. Für die Punkband Hass spielte er für deren 2014 veröffentlichtes Album Kacktus das Akkordeon ein. Im Duo mit der Klarinettistin Katharina Bohlen erschien kurz darauf das Konzeptalbum 2nd floor.
2015 wurde es wiederum literarisch. Es erschien Reimanns Roman „Ist das Jazz oder kann das aus?“ Eine originelle und liebenswerte Erzählung über eine Musikerkarriere, die auch als Hörspiel produziert wurde. Im Jazzhalo.be heißt es über den Roman: Irrungen und Wirrungen und schließlich die Passion für den Jazz hat der Autor sehr gut beschrieben und mit der Kunstform des Briefromans eine Form des Dialogischen gewählt, die in der Literatur eher selten ist. 2017 trat Reimann bei 3 Konzerten mit Tenor- und Sopransaxofon als Solist beim Essener Vokalensemble unter der musikalischen Leitung von Georg Dücker auf.
2018 und 2019 hatte Reimann weitere Gastspiele im Rahmen der Ruhrfestspiele und zeigte sich bei Produktionen vom Theater Gegendruck für die musikalische Gestaltung verantwortlich. 2022 spielte Reimann auf Einladung der Muziek Biennale Niederrhein und dem Festival für klangbasierte Kunstformen „Kemnade klingt!“
2024 kuratiert Reimann die Schallplattenproduktion SPEEDDATING, bei der ein Dutzend namhafte Musizierende der zeitgenössischen Tonkunst, insgesamt zwölf dreiminütige Trios, mit dem Mittel der Improvisation einspielen. Auf Einladung der internationalen Peter-Weiss Gesellschaft bringt das freie Theater Gegendruck im März 2025 Marat/Sade mit Bühnenmusik von Claudius Reimann im Berliner Leibniz-Zentrum für Literatur- und Kulturforschung zur Aufführung.

## Veröffentlichungen (Auswahl)

### Diskographie
Sampler
- Zivilcourage – A.N.A.L., Vinyl – Schrägton-Records, 1986
- Giganten – Milkman One, Vinyl / EP im Label Bigstore, 1989
- 1. Marler Sampler – Müllermasogra, CD – LC 7120, 1995
- Einzelstücke – 10 Solos (mit Ute Völker, Carl Ludwig Hübsch, Martin Blume und weiteren), TonkunstManufaktur, CD – LC 77691, 2017
- SPEEDDATING – TonkunstManufaktur, 180 Gramm Vinyl, 2024

Alben
- Die CD – ASIMASOGRA, CD – LC 5458 (Texte: Norbert Kühne), 1993
- Different – The It In You, CD – LC 5458, 2001
- Triptychon – (Duo mit Klaus Treuheit, Orgel) CD – LC 11469, 2010
- Kacktus – Akkordeon als Gastmusiker bei der Punkband Hass, CD und Vinyl – LC 24184, 2014
- 2nd floor – (Duo mit Katharina Bohlen, Klarinette) CD im Label creative sources. 2014.
- Long clarinets – short stories? (Trio mit Reinald Noisten, Katharina Bohlen, Claudius Reimann), CD, creative sources, 2015
- SUBSOLSAX  Juchum  – Reimann  – Winter. CD – LC 77691, TonkunstManufaktur, 2018
- RADIOSOGRA, zusammen mit Katharina Bohlen, TonkunstManufaktur, Marl 2020; LC 77691, CD und Vinyl

Hörspiel
- Claudius Reimann – Ist das Jazz oder kann das aus? Doppel-CD. TonkunstManufaktur, 2017, ISBN 978-3-940853-51-6.

### Bücher
- Ich fühle mich sogra – Einblicke in die Tagebücher eines Saxofonspielers. Engelsdorfer Verlag, Leipzig 2006, ISBN 3-86703-206-8.
- Ist das Jazz oder kann das aus? – Die kurzen Briefe des Hugo Buriem. Roman. Ventura Verlag, Werne 2015, ISBN 978-3-940853-35-6.